# Дискримінація чоловіків авіакомпаніями
Чотири авіакомпанії, British Airways, Qantas, Air New Zealand і Virgin Australia, зазнали критики через суперечливу політику розміщення місць, яка  дискримінує дорослих пасажирів чоловічої статі за ознакою їхньої статі. Ці чотири компанії відмовилися дозволити дітям без супроводу сидіти поруч із дорослими чоловіками на своїх рейсах, що призвело до критики, що вони вважають усіх чоловіків небезпечними для дітей.
Політика призвела до протестів проти авіакомпаній і критики з боку груп громадянських свобод і дитячих благодійних організацій. British Airways припинила свою політику в серпні 2010 року після успішного судового позову, розпочатого Мірко Фішером.

## British Airways
У березні 2001 року стало відомо, що компанія British Airways заборонила садити дорослих чоловіків-пасажирів поруч із дітьми без супроводу (будь-яка особа віком до 15 років), навіть якщо їхні батьки перебували в іншому місці літака. Це призвело до звинувачень у тому, що авіакомпанія вважає чоловіків потенційними педофілами, а жінок — нездатними до такого насильства. Вперше це питання було піднято, коли керівник компанії переставив сидіння ближче до двох своїх колег. Тоді стюардеса попросила його піти, оскільки він сидів поруч із двома дітьми без супроводу, що було порушенням політики компанії BA. Керівник сказав, що в результаті почувався приниженим, заявивши: «Я відчував, що мене виділяють і в чомусь звинувачують». British Airways визнала, що співробітники отримали вказівки тримати чоловіків якомога далі від дітей без супроводу, коли це можливо, через небезпеку чоловіків-педофілів.
Це питання знову стало актуальним у 2005 році після скарг Майкла Кемпа, якому було доручено помінятися місцями зі своєю дружиною на рейсі GB Airways. Стюардеса повідомила йому, що перебування дорослого незнайомця чоловічої статі поруч з дитиною є порушенням правил авіакомпанії щодо захисту дітей. Цей випадок вважався більш незвичайним, оскільки поліс було застосовано, хоча на борту літака були батьки дівчини. Мішель Елліотт, директор дитячої благодійної організації Kidscape, заявила, що це правило абсолютно абсурдне. Він таврує всіх чоловіків як потенційних сексуальних злочинців".
У 2006 році політик (а пізніше прем'єр-міністр Великої Британії) Борис Джонсон розкритикував компанію після того, як співробітник помилково спробував розлучити його з власними дітьми під час польоту. Він заявив, що ті, хто створює або захищає таку політику, «не розуміють жахливої шкоди, яку завдає ця система презумпції провини всьому чоловічому населенню лише через тенденції крихітної меншості», пов'язуючи таку дискримінацію зі зменшенням кількості вчителів-чоловіків і тому нижчою успішністю у школах. Як і інші, Джонсон також підняв недолік політики в ігноруванні жінок-кривдників і фірмових авіакомпаній з такою політикою, назвавши їх «боягузливими» через те, що вони піддалися «психічній істерії».
British Airways захистила цю політику, заявивши, що вона була впроваджена в результаті запитів клієнтів. Компанія стверджувала, що «реагує на страх сексуального насильства».

### Судова справа
У січні 2010 року бізнесмен Мірко Фішер з Люксембургу подав до суду на British Airways за дискримінацію за статевою ознакою після інциденту, коли він був змушений змінити місце внаслідок політики компанії, що розлучило його з вагітною дружиною. 24 червня 2010 року пану Фішеру вдалося отримати компенсацію від British Airways через дискримінацію компанії за ознакою статі у справі Фішера. BA сплатив 2161 фунт стерлінгів компенсації витрат і 750 фунтів стерлінгів компенсації збитків, які Фішер пожертвував благодійним організаціям із захисту дітей. У червні 2010 року BA заявили, що політика переглядається. У серпні 2010 року компанія змінила свою політику і почала розсаджувати дітей без супроводу в недискримінаційній манері біля екіпажу.

### Припинення
У лютому 2016 року British Airways оголосила про припинення служби «Неповнолітні без супроводу» для дітей віком до 12 років.

## Qantas і Air New Zealand

### Інциденти в Новій Зеландії
У листопаді 2005 року стало відомо, що у Qantas і Air New Zealand політика розміщення місць подібна до політики British Airways. Політика стала відомою після інциденту у 2004 році, коли Марка Волсея, менеджера з доставлення, який сидів поруч з хлопчиком на рейсі Qantas у Новій Зеландії, попросили помінятися місцем з жінкою-пасажиром. Стюард повідомив йому, що «за політикою авіакомпанії лише жінкам дозволено сидіти поруч із дітьми без супроводу».
Волсей заявив, що вважає цю політику «цілковито дискримінаційною», а газета New Zealand Herald припустила, що політика авіакомпанії означає, що «[Qantas] вважає пасажирів чоловічої статі небезпечними для дітей». Партія зелених Нової Зеландії заявила, що така політика є дискримінаційною, і повідомила про це Уповноваженому з прав людини. Дізнавшись про політику, відбулося кілька протестів, у тому числі 22-годинна акція протесту на верхівках дерев, яку очолив Кевін Гілл з подвійною ампутацією в Нельсоні, Нова Зеландія. Він заявив, що ця політика може стати тонким кінцем клина, коли чоловікам незабаром заборонять сидіти поруч з дітьми на спортивних заходах та в інших видах громадського транспорту. Гілл також порушив питання про те, що сталося б, якби політика базувалася на расовій приналежності та була спрямована на етнічні меншини, а не на чоловіків.
Розголос цього питання у 2005 році змусив інших публічно описати свій досвід. Пожежний офіцер Бетлеєму Філіп Прайс розповів, що його змусили помінятись місцями у 2002 році на рейсі Air New Zealand до Крайстчерча.

### Інциденти в Австралії
Кемерон Мерфі, президент Ради громадянських свобод Нового Уельсу, розкритикував цю політику та заявив, що «не було підстав для заборони». Він сказав, що неправильно вважати, що всі дорослі чоловіки становлять небезпеку для дітей. Цю політику також критикували за те, що вона не бере до уваги жінок-кривдників, а також ігнорує випадки, коли діти вчиняють сексуальні злочини. Як і у випадку з British Airways, такі критики, як директор школи Келвін Сквайр, встановили зв'язок між такою політикою та ширшими проблемами суспільства, такими як нестача вчителів-чоловіків.
Дехто захищав цю політику, уповноважена у справах дітей та молоді Нового Південного Уельсу Джилліан Калверт, заявляючи, що чоловіків, які вчинили сексуальні злочини, було більше, ніж жінок, і, отже, «за відсутності будь-яких інших перевірок це один зі способів, у який авіакомпанія може зменшити ризик дітей, які подорожують самі». Вона вважає, що ймовірність нападу була рідкою, але не неможливою, стверджуючи, що «лише кілька чоловіків роблять такі речі, але коли вони це роблять, вони применшують усіх чоловіків». Речник Air New Zealand Девід Джеймісон заявив, що компанія не має наміру переглядати цю політику та визнав, що вона діє багато років.
У серпні 2012 року суперечка знову виникла, коли Деніел МакЛаскі, медбрат, був змушений помінятися місцями з жінкою-пасажиркою на рейсі Qantas після того, як екіпаж помітив, що він сидить поруч із нерідною дівчиною, яка подорожує сама. МакЛаскі сказав, що відчував дискримінацію та приниження перед іншими пасажирами, оскільки до нього ставилися як до педофіла. Представник Qantas захищав політику як узгоджену з політикою інших авіакомпаній в Австралії та в усьому світі.

## Virgin Australia
У 2012 році стало відомо, що Virgin Australia також запровадила цю політику. 33-річному пожежному Джонні МакГірру з Сіднея стюардеса Virgin Australia сказала пересісти. Коли його запитали, чому, бортпровідник послався на політику і сказав МакГірру: «Ви не можете сидіти поруч із двома неповнолітніми без супроводу». Тоді обслуговчий персонал запитав пасажирку: «Чи можете ви сісти на це місце, тому що йому заборонено сидіти поруч з неповнолітніми?». Громадська реакція в Twitter спонукала Virgin Australia переглянути свою політику, яка забороняє чоловікам сидіти поруч з дітьми без супроводу під час рейсів.